# Фехтування на літніх Олімпійських іграх 1964
Олімпійський турнір з фехтування 1964 року пройшов у рамках XVIII Олімпійських ігор у Мехіко, Мексика, з 13 по 23 жовтня 1964 року.

## Медальний залік
| Місце | Країна                           | Золото | Срібло | Бронза | Загалом |
| ----- | -------------------------------- | ------ | ------ | ------ | ------- |
| 1     | Угорщина (HUN)                   | 4      | 0      | 0      | 4       |
| 2     | СРСР (URS)                       | 3      | 1      | 2      | 6       |
| 3     | Польща (POL)                     | 1      | 1      | 1      | 3       |
| 4     | Франція (FRA)                    | 0      | 2      | 3      | 5       |
| 5     | Італія (ITA)                     | 0      | 2      | 1      | 3       |
| 6     | Об'єднана німецька команда (EUA) | 0      | 1      | 1      | 2       |
| 7     | Велика Британія (GBR)            | 0      | 1      | 0      | 1       |

## Медалісти
Чоловіки
| Змагання                  | Золото                                                                                    | Срібло | Бронза                                                                                         |
| ------------------------- | ----------------------------------------------------------------------------------------- | --- | ---------------------------------------------------------------------------------------------- |
| Шпага, особиста першість  | Григорій Крісс · СРСР (URS)                                                               | Білл Госкінс · Велика Британія (GBR)                                                                                  | Гурам Костава · СРСР (URS)                                                                     |
| Шпага, командна першість  | Угорщина · Арпад Барань · Тамаш Габор · Іштван Каус · Дьозьо Кульчар · Золтан Немере      | Італія · Джованні Баттіста Бреда · Джузеппе Дельфіно · Джанфранко Паолуччі · Альберто Пельєгріно · Джанлуїджі Саккаро | Франція · Клод Букард · Клод Бруден · Жак Бруден · Ів Дрейфус · Жак Гітте                      |
| Рапіра, особиста першість | Егон Франке · Польща (POL)                                                                | Жан-Клод Маньян · Франція (FRA)                                                                                       | Даніель Ревеню · Франція (FRA)                                                                 |
| Рапіра, командна першість | СРСР · Віктор Жданович · Юрій Шаров · Юрій Сісікін · Герман Свєшников · Марк Мідлер       | Польща · Вітольд Войда · Збіґнєв Скрудлік · Ришард Парульський · Егон Франке · Януш Розіцкі                           | Франція · Джекі Куртілат · Жан-Клод Маньян · Крістіан Ноель · Даніель Ревеню · П'єр Родоканачі |
| Шабля, особиста першість  | Тібор Пежа · Угорщина (HUN)                                                               | Клод Арабо · Франція (FRA)                                                                                            | Умяр Мавліханов · СРСР (URS)                                                                   |
| Шабля, командна першість  | СРСР · Борис Мельников · Нугзар Асатіані · Марк Ракита · Яків Рильський · Умяр Мавліханов | Італія · Джампаоло Каланкіні · Владіміро Каларезе · П'єрлуїджі Кікка · Маріо Раваньян · Чезаре Сальвадорі             | Польща · Еміль Очіра · Єжи Павловський · Ришард Зуб · Анджей П'ятковський · Войцех Заблодський |

Жінки
| Змагання                  | Золото                                                                                           | Срібло                                                                                                  | Бронза                                                                                          |
| ------------------------- | ------------------------------------------------------------------------------------------------ | --- | ----------------------------------------------------------------------------------------------- |
| Рапіра, особиста першість | Ільдіко Рейтьо · Угорщина (HUN)                                                                  | Гельга Меес · Об'єднана німецька команда (EUA)                                                          | Антонелла Раньо · Італія (ITA)                                                                  |
| Рапіра, командна першість | Угорщина · Паула Маросі · Каталін Юхач · Югіт Агостон · Лідія Саковічне Демелкі · Ільдіко Рейтьо | СРСР · Людмила Шишова · Валентина Прудскова · Валентина Растворова · Тетяна Самусенко · Галина Горохова | Об'єднана німецька команда · Хейді Шмідт · Гельга Меес · Розамарі Шербергер · Гудрун Теуеркауфф |